# Sympatrie

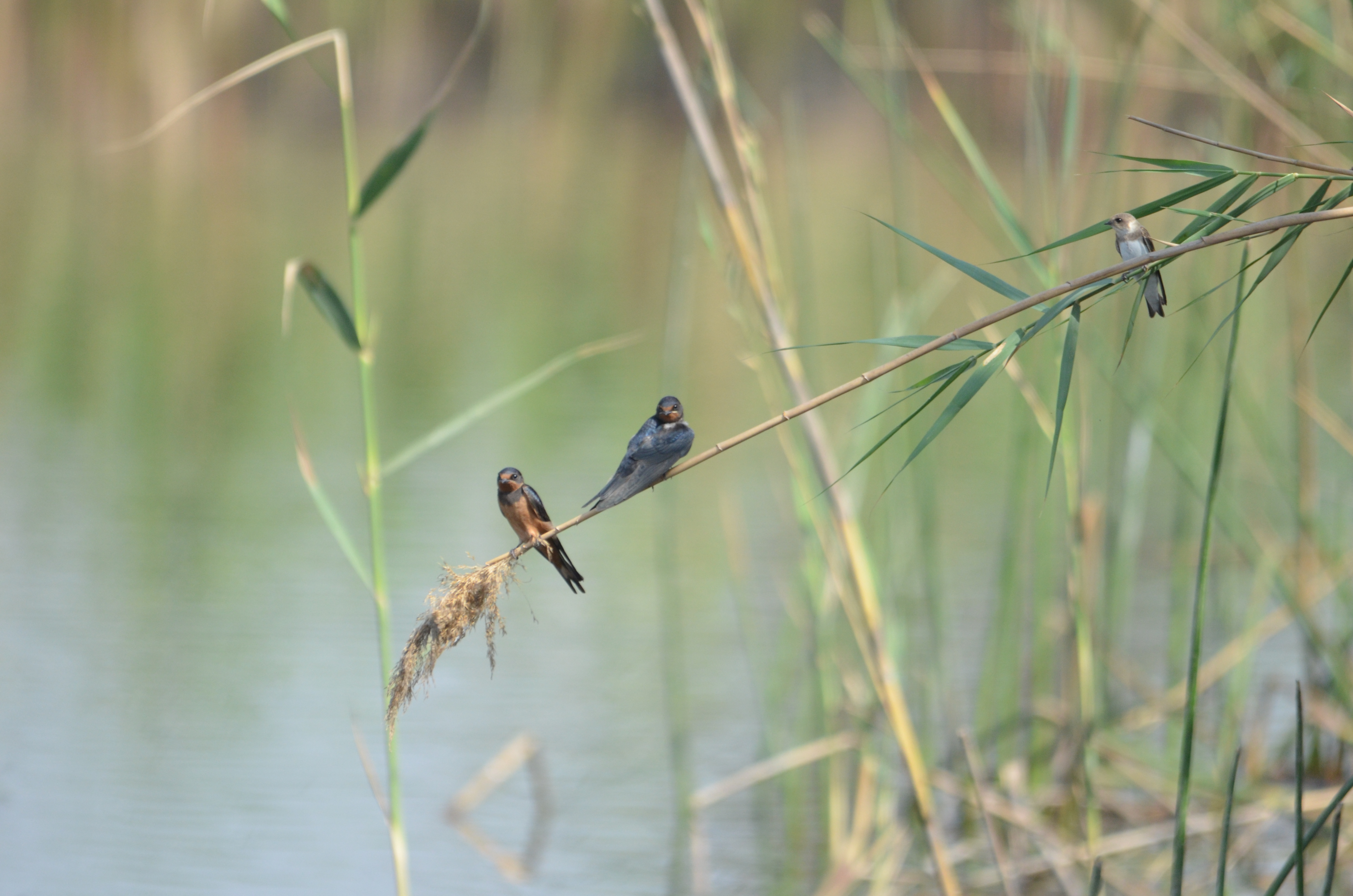
Boerenzwaluwen en een oeverzwaluw (rechts). Deze twee soorten jagen op verschillende insecten en kunnen dus zonder veel problemen sympatrisch leven.

Sympatrie is het voorkomen van verschillende soorten organismen of populaties in hetzelfde gebied. De term wordt in de biologie met name toegepast bij verwante soorten of soortgroepen. Wanneer meerdere soorten tegelijkertijd in dezelfde habitat voorkomen spreekt men van syntopie.
Sympatrische organismen kunnen makkelijker in hetzelfde leefgebied leven wanneer ze elkaar niet beconcurreren. Dit kan bijvoorbeeld wanneer er genoeg voedsel voorhanden is of wanneer ze een mutualistische relatie met elkaar aangaan. Sommige organismen kunnen naast elkaar leven omdat ze verschillende ecologische niches invullen. Zo kennen spechten een verscheidenheid aan foerageermethodes. Hierdoor kunnen verschillende spechtensoorten op dezelfde boom worden aangetroffen.

## Verwante termen
- Parapatrie: de organismen kunnen met elkaar in contact komen, maar hebben geen overlappend territorium.
- Peripatrie: de organismen zijn gescheiden door gebieden waar beide soorten niet in voorkomen.
- Allopatrie: de organismen leven in totaal verschillende gebieden die elkaar nergens overlappen.

Soortvorming:
- Sympatrische soortvorming
- Parapatrische soortvorming
- Peripatrische soortvorming
- Allopatrische soortvorming